# Hurry Xmas
Hurry Xmas, es un sencillo de L'Arc~en~Ciel lanzado en noviembre de 2007. Se publicó en dos ediciones: CD y CD+DVD siendo ambas limitadas hasta el día 25 de diciembre y por su nuevo y diferente sonido para la banda, así como evocar el sentimiento navideño. En él se incluye la canción principal y su correspondiente pista instrumental, además de un tercero totalmente orquestado y sin voces. Como b-side P'UNK~EN~CIEL interpreta I Wish 2007 (original de su álbum True), donde el encargado de los arreglos fue Tetsu. El DVD contiene un videoclip para cada canción y regalos navideños (una tarjeta y un adorno).
Hurry Xmas fue compuesta por Hyde durante el AWAKE TOUR, alrededor de dos años antes de su lanzamiento, y le enseñó la demo al arreglista del grupo Hajime Okano, pero ninguno de los dos estuvo satisfecho con el sonido que estaba tomando ni cómo manejarla, así que la guardó para sí. A la hora de reunirse y decidir qué canciones se incluirían en su próximo álbum KISS Hyde rescató Hurry Xmas. A pesar de las buenas críticas de sus compañeros resultó difícil de grabar porque era la primera vez que le daban un toque jazz a una de sus canciones y que contaban con el sonido de otros instrumentos como el acordeón. Hyde afirmó que "hacer esta canción fue un gran reto para todos" y que en realidad la idea de sacar un sencillo de ambiente navideño le sonaba comercial hasta que pensó en la imagen de esta canción.
El videoclip de la versión punk de I Wish fue rodado durante una de las citas de su gira Are you ready? 2007, durante la cual P'UNK~EN~CIEL tenía una actuación de dos canciones por concierto. Pidieron a los fanes que asistían ese día que llevasen consigo adornos y complementos navideños, ya que el vídeo se filmaría en el mismo hall. 
Un año después de su lanzamiento, el 26 de noviembre de 2008, sale a la venta una reedición especial del sencillo con el contenido de la versión limitada original ya que fue muy demandada a lo largo del año por sus fanes. Este relanzamiento a pesar de contanar el mismo material consiguió entrar en el top10 del ranking semanal de ventas. 

## Lista de canciones
| #  | Título                                | Compuesta por:              |
| -- | ------------------------------------- | --------------------------- |
| 1. | Hurry Xmas                            | hyde (letra y música)       |
| 2. | I Wish 2007                           | hyde (letra) tetsu (música) |
| 3. | Hurry Xmas (Silent Night version)     | hyde (música)               |
| 4. | Hurry Xmas (hydeless version)         | hyde (música)               |
| 5. | I Wish 2007 (TETSU P'UNKless version) | tetsu (música)              |

## Lista de ventas
| Lun | Mar | Mie | Jue | Vie | Sab | Dom | Posición Semanal | Ventas              |
| --- | --- | --- | --- | --- | --- | --- | ---------------- | ------------------- |
| -   | #2  | #2  | #2  | #2  | #3  | #4  | #2               | 102 593             |
| #3  | #8  | #8  | #10 | #12 | #12 | #17 | #10              | 15 916              |
| #14 | #35 | #41 | #33 | #38 | #46 | #40 | #36              | 4014                |
| -   | -   | -   | -   | -   | -   | -   | #70              | 1793                |
| -   | -   | -   | -   | -   | -   | -   | #85              | 1285                |
| -   | -   | -   | -   | -   | -   | -   | #79              | 1146                |
| -   | -   | -   | -   | -   | -   | -   |                  | 5 semanas sin datos |
| -   | -   | -   | -   | -   | -   | -   | #79              | 1483                |

- Ventas totales 2007: 128 230

(65º sencillo más vendido del año 2007 con 124 316 copias)

## Lista de ventas (reedición)
| Lun | Mar | Mie | Jue | Vie | Sab | Dom | Posición Semanal | Ventas |
| --- | --- | --- | --- | --- | --- | --- | ---------------- | ------ |
| -   | #6  | #4  | #6  | #9  | #10 | #13 | #8               | 20 831 |
| #13 | #33 | #36 | #43 | #38 | #33 | #34 | #33              | 4044   |
| #   | #   | #   | #   | #   | #   | #   | #                |        |
| #   | #   | #   | #   | #   | #   | #   | #89              | 991    |

- Ventas totales 2008: 25 956
- Total de ventas: 154 096